# Albrecht Rendl z Oušavy
Albrecht Rendl z Oušavy, také Úšavy, († 9. září 1522) byl místopurkrabí pražský a později královský prokurátor. Pocházel ze zchudlého rytířského rodu Rendlů z Oušavy. Kvůli tomu, že vlastnil pouze mlýn, byl někdy pejorativně nazýván Rendlem ze Mlejna. Jako schopný politik se proslavil značným přispěním ke vzniku Vladislavského zřízení zemského. Mezi lety 1494–1496 zastával úřad purkrabí Pražského hradu.

## Původ
První z rodu je zmiňován Jan Reinl, který (r. 1451 již mrtvý) s manželkou svou Žofkou z Přechovic měl dva syny Viléma a Albrechta. Vilém byl hejtmanem vojska Rožmberského, který r. 1468 odpověděl císaři Fridrichu IV.; jemu snad náležely Tažovice u Rabí (1466). Zdali v době krále Jiřího žijící Jan Rendl byl bratrem jeho, jest nejisté, ten měl vísku Vogelgesang u Jablonné (1493).

## Život
Albrecht dostal v dědictví snad mlýn někde u Vodňan, pro který nazýván byl od svých protivníků Rendl ze Mlejna. Roku 1494 byl místopurkrabím pražským a náležel k jednotě bratrské. Roku 1496 jmenován byl prokurátorem královským s ročním důchodem 120 kop grošů a záhy potom (1499) členem komise, která měla revidovat zemské desky za účelem sepsání nového zemského zřízení a na této práci měl vedle Zdeňka a Petra ze Šternberka největší podíl. Při tom horlivě zastával výsady obou vyšších stavů, jmenovitě zásadu, že i bez krále i bez hlasu městského stavu se mohou ujmout svých práv bez ohledu na desky, pokud by z nich bylo zabraňováno podávat výpisy.

### Přítel panského stavu
Tím proti sobě pobouřil stav městský, který mu vytýkal svévolné padělání práva (tzv. "zrendlování"). I slavný Viktorin Kornel ze Všehrd chtěl prý napsati obranu měst, od čehož upustil jen na domluvu Zdeňka Kostky z Postupic (1502). Rendlovo zřízení zemské z r. 1500 uznává za zákonodárný jen stav panský a rytířský, jejich snesení mají být pramenem práva zemského. Ve slovném znění shrnuje dávná usnesení v systematickém postupu, jednaje nejvíc o procesu podle zemského i dvorského práva, ke kterému připojil ustanovení o vedeni zemských i dvorských desk, o taxách deskovým úředníkům, jich přísahy, o soudu komorním a purkrabském, načež končí některými úryvky rázu soukromoprávního (rodinného). Celá práce je založena na tzv. „zůstání Prešpurském“ ze 12. listopadu 1499.
Již dne 12. ledna 1501 ohradila se města vůči králi Vladislavovi II., „poněvadž jest světle proti právům našim“. Největší problém viděli měšťané v tom, že měli být i pro nepatrné věci poháněni podle těžkopádného a nákladného práva zemského a vypuzeni z hlasu třetího při sněmu. Nařízena byla sice revise zákoníka, avšak revizoři zvoleni pouze z obou stavů vyšších a práce jejich byla městům na úkor ještě větší.
Nicméně sankce stala se dne 24. února 1502. Rendl, jako nejschopnější hlava stavovské strany, sepsal též asi odpověď stavů proti městům, v níž postuláty měst odmítal způsobem bezuzdným, přičemž se neštítil zjevné lži. Rozhodnutí královské ze dne 22. března 1502 vzalo městům veškeru naději v nápravu. Za to nebylo patrně Rendlovou myšlenkou, prohlásit města královská za poddaná králi tak, jako jiná pánům, že tedy král v právě svém nařizovacím není vázán ničím, což stalo se hlavně, aby umožněny byly kroky proti Bratřím. Neboť Rendl až do tohoto roku (1503) byl jejich tajným členem a ve spolku s Janem ze Šellnberka, Kostkou a Špetlem pracoval v jich prospěch proti Petrovi z Rožmberka a jeho druhům.
Roku 1504 nabízel českobratrské jednotě na statku svém v Roztokách u Prahy útulek, když byly proti nim přísné mandáty vydány. Ale tím se zároveň Rendl přiblížil proti své vůli k městům, která doufala nalézti v Janu ze Šellnberka a Vilémovi z Pernštejna spojence pro svá desideria, což vedlo skutečně dne 22. března 1508 k částečnému smíru. Roku 1508 Rendl přijat byl mezi zemské správce a roku 1509, když města šla ke králi do Brna stěžovat si na škůdce zemské, osočil u krále posly.
Ale král se tentokrát rozhodně přiklonil, k prudké Rendlově zlosti, na stranu měst. Pro stále patrnější známky nesvědomitosti v hledání prostředků své ctižádosti stal se předmětem veřejných výtek i se strany panské. Bratři z Gutšteina prohlásili, že nebudou státi k soudu zemskému, dokud v něm bude zasedati Rendl (1509). Rendl se účastnil akce pánů proti zneužíváni úřední moci nejvyšším kancléřem Albrechtem z Kolovrat (20. října 1509). Za to sám uplatil nejvyššího písaře Mikuláše z Hořic, aby mu úřad svůj postoupil (v prosinci 1509) a to za půjčení 1000 kop grošů na 4 léta a 200 kop roční renty.
To bylo prozrazeno a na sněmu v Hoře v únoru 1510 byl Rendl sesazen a na jeho místo jmenován Zdeněk Malovec z Chýnova a prokurátorem Matiáš Libák z Radovesic. V ten čas [Rendl] koupil si tvrz Kamberk, nevíme však, jak dlouho ji držel. Brzy potom znovu přiostřil se spor panský s městy. Města odmítla státi k malicherným předvoláním k zemskému soudu. Toho Rendl použil a hnal spor do krajnosti. Vydal podle zmocnění královského trojí předvolání na Pražany s ohromnými pokutami (září 1512). Pražané obrátili se přímo ke králi, ale strana Rendlova zvítězila, neboť Rendl směl vydat nové předvolání s pokutou 200 000 kop grošů!
Odpovědí na to byla městská jednota založená 19. května 1513 na radnici staroměstské a spolek s knížetem Bartolomějem Minstrberským. Poté král navrhl vydání lantfrídu proti škůdcům míru. V kommisi byl též Rendl a návrh byl na kladském sněmu v prosinci 1512 přijat, však nenabyl praktického významu. Naproti tomu král energickým činem měst byl zviklán ve své přízni k panstvu a poznal nutnost, aby města byla ve svých právech zase povznesena. V tom mocně zasáhla bystrá hlava knížete Bartoloměje, který dovedl některé pány a rytíře vlasteneckými důvody odvrátiti od politiky dosavadní. Změnu u krále v čas postřehl i Rendl, který k vůli zisku též obrátil.

### Přítel měšťanů
Jak byl zištný je vidět z výroku, že by dopustil: 
| „ | …ba, nerci království, ale všecko aby zahynulo, leda já místo měl. | “ |

Rendl v září 1513 potají s knížetem Bartolomějem prosadil, že král sám žádal na městech, aby na nevoli proti Rendlovi zapomněli. To ovšem mělo za následek, že panstvo Rendla ze svého středu vyhostilo, žádajíc i na králi, aby jej neměl za radu svého. Za odměnu obratu stal se Rendl na přímluvu knížete podkomořím nad městy královskými (v lednu 1515).
Sesazený Burjan Trčka svolal proti Rendlovi sjezd v Benešově a jinde, ale s nezdarem. Tím posilněn Rendl vystoupil výbojně, pokoušeje se přivésti stav rytířský ke spolku s městy jmenovitě proti Lvu z Rožmitálu. Panstvo se silným nátlakem žádalo propuštění Rendla. Vida rozpaky královské, byl již i sám [Rendl] hotov rezignovat, ale králova smrt (13. března 1516) to zmařila.

### Po smrti Vladislava
Později pak lpěl Rendl na svém úřadě houževnatě, prose i císaře o pomoc (1518). Ale v říjnu 1518 Trčka přece stal se znovu podkomořím. To stačilo Rendlovi, aby se obrátil proti nynějším svým přátelům a připojil se ke Lvovi z Rožmitálu. Roku 1520 jako zástupce právní počal pronásledovati města (proti Klatovským, Pražanům). Přečetné jsou projevy nevole vrstevníků Rendlových o této bezcharakternosti a ušetřen nebyl jimi, ani když zemřel dne 9. září 1522.
Mimo Roztoky, které před roku 1515 prodal Václavovi Budovcovi z Budova, Albrecht Rendl držel ještě tvrz Myšlín u Písku, ke které přikoupil Komorní Hrádek, Ježov a Zlenice, na Hradčanech v Praze (1511–1515) dům Valečovský a na Malé Straně na Sněmovním nám. dva domy, r. 1514 osvobozené od platů, z nichž jeden, „Lísovský“, prodal roku 1518 Volfovi Žďárskému z Chrastu za 100 k. m. Albrecht Rendl zanechal 4 syny, kterým sepsal dne 29. září 1520 naučení, v němž hledí se obhájiti dovozováním, že vždy hájil zájmů stavu rytířského. Z jeho synů Jan s Mikulášem, bratrem svým, měl Hrádek Březí, Křtěnov, Slavětice a dvory v Kačíně a Kníně, což prodali před roku 1526 za 1250 kop Janu Nebřehovskému z Nebřehovic.